# 董紹舒
董紹舒，號漢醇，贵州普安衛籍（盤縣）浙江山阴县人，明朝政治人物、同進士出身。

## 生平
萬歷二十五年（1597年）丁酉科四川鄉試第十三名舉人，二十六年（1598年）戊戌科三甲三十六名進士,都察院觀政，授浙江黄岩知縣，三十三年升户部主事，本年行取，三十六年八月授四川道御史，巡视十庫，本年差巡按南直隸淮揚，參副使張鳴鶚不職，三十八年儧運糧儲，三十九年养病，四十年五月起四川佥事，分巡下川南道，四十一年养病。四十三年六月起四川參議。

## 家族
曾祖董宪。祖父董文祥。父董承爵。